# 順化府
順化府，是明代交阯承宣布政使司下轄的一個府，領順州、化州二州、利調縣、安仁縣、不蘭縣、巴閬縣、利蓬縣、士榮縣、乍令縣、茶偈縣、思容縣、蒲苔縣、蒲浪縣十一個縣。治約在今越南廣治省、承天順化省。

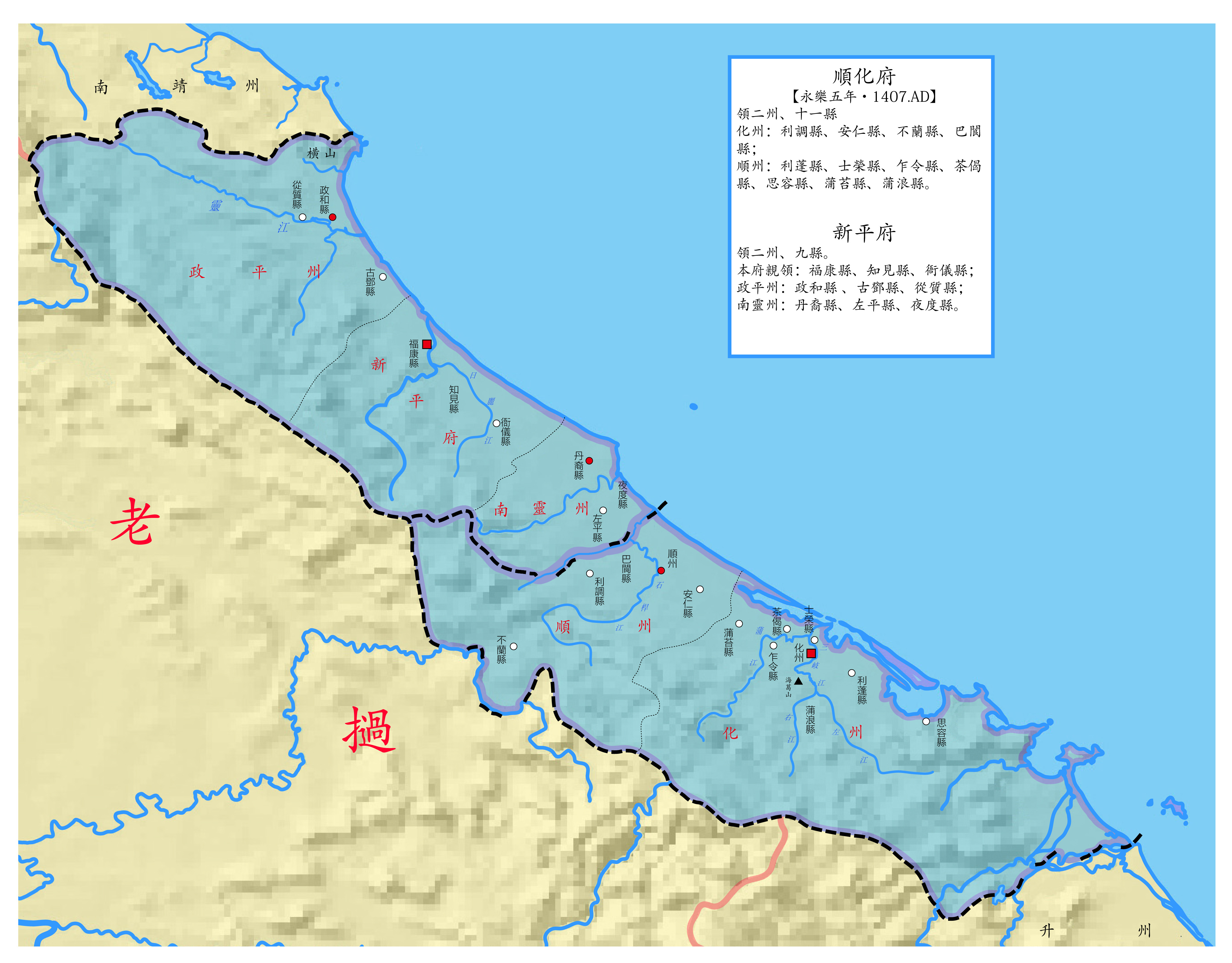

## 沿革
- 漢代為日南郡比景縣地。
- 永樂五年（1407年）六月癸未置順化府，領順州、化州二州，化州領利蓬縣、士榮縣、乍令縣、茶偈縣、思容縣、蒲苔縣、蒲浪縣七縣，順州領巴閬縣、利調縣、安仁縣三縣[3][4][5][6][7][8]。
- 永樂中，增置不蘭縣（石蘭縣[9]），屬順州。
- 永樂六年冬十月庚子，設交阯順化市舶提舉司、抽分場，置提舉一員，副提舉二員[10]。
- 永樂十六年三月丁巳，設交阯順化府永盈倉[11]。
- 永樂十七年九月丙辰，並利調縣、安仁縣、不蘭縣、巴閬縣四縣入順州，並利蓬縣、思蓉縣入士榮縣，乍令縣、蒲浪縣、蒲苔縣三縣入化州[12][13]。尚領州二順州、化州，縣二：士榮縣、茶偈縣。
- 永樂十九年冬十二月壬寅，定議順化府每引米二鬥五升折稻六鬥二升[14]。
- 宣德元年二月己卯，交阯土官順化府經歷陳巨等以考滿至京，進土絹、衣香[15]。